# Мерісгаузен
Мерісгаузен (нім. Merishausen) — громада  в Швейцарії в кантоні Шаффгаузен, округ Шаффгаузен.

## Географія
Громада розташована на відстані близько 130 км на північний схід від Берна, 8 км на північ від Шаффгаузена.
Мерісгаузен має площу 17,6 км², з яких на 3,7% дозволяється будівництво (житлове та будівництво доріг), 29,2% використовуються в сільськогосподарських цілях, 66,9% зайнято лісами, 0,2% не є продуктивними (річки, льодовики або гори).

## Демографія
2019 року в громаді мешкало 856 осіб (+9,6% порівняно з 2010 роком), іноземців було 12,3%. Густота населення становила 49 осіб/км².
За віковим діапазоном населення розподілялося таким чином: 24,8% — особи молодші 20 років, 57,2% — особи у віці 20—64 років, 18% — особи у віці 65 років та старші. Було 332 помешкань (у середньому 2,6 особи в помешканні).
Із загальної кількості 207 працюючих 37 було зайнятих в первинному секторі, 49 — в обробній промисловості, 121 — в галузі послуг.